# InfoPoint
InfoPoint ist ein kooperativ organisierter digitaler Auskunftsdienst von Bibliotheken für ihre Benutzer. Gestartet wurde der Dienst im Frankfurter Konsortium im Herbst 2004. 

## Mitglieder
Für den InfoPoint-Dienst haben sich folgende Bibliotheken im Frankfurter Konsortium zusammengeschlossen:
- Deutsche Nationalbibliothek
- Stadtbücherei Frankfurt am Main
- Universitätsbibliothek Johann Christian Senckenberg, Frankfurt am Main
- USA-Bibliothek der Universitätsbibliothek Mainz (bis 31. Dezember 2008)
- HeBIS-Verbundzentrale (seit 1. Januar 2009)

Koordiniert und administriert wird der Dienst von der Verbundzentrale des Hessischen BibliotheksInformationsSystems (HeBIS).
Die Teilnahme weiterer Bibliotheken wird gewünscht und durch Aktivitäten wie Vorträge und Präsentationen vorangebracht.

## Software
Die InfoPoint-Bibliotheken setzen QuestionPoint als Softwarebasis ihres Auskunftsdienstes ein. QuestionPoint wurde gemeinsam von der Library of Congress (LoC) in Washington und dem amerikanischen Bibliotheksdienstleister Online Computer Library Center (OCLC) entwickelt und berücksichtigt in seinem Funktionsumfang ausdrücklich Bibliothekskonsortien, denen entsprechende Funktionen zum manuellen und automatisierten Weiterleiten von Fragen angeboten werden.
QuestionPoint ist modular aufgebaut und bietet sowohl eine E-Mail- wie auch eine Chatkomponente an. Daneben sind umfangreiche Administrations- und Statistiktools Bestandteil der Software. Es sind keinerlei Investitionen in Hardware oder Softwareinstallationen erforderlich, da das System komplett webbasiert auf Maschinen von OCLC läuft.
Als weiteres Software-Modul steht eine Knowledge Base (Wissensdatenbank) zur Verfügung. In diese Datenbank können alle erhaltenswerten Fragen und Antworten bzw. deren Informationsgehalt dauerhaft abgespeichert und recherchierbar gemacht werden. Auch diese Datenbank wird kooperativ bedient und steht allen Mitgliedern des Konsortiums für Recherchen zur Verfügung. Fragen und Antworten, die nicht in der Wissensdatenbank archiviert werden, verschwinden nach einer bestimmten Zeitspanne aus dem System.

## Netzwerk im Netzwerk
QuestionPoint ist aber nicht nur eine Software für die digitale Auskunft, sondern bezeichnet gleichzeitig das weltumspannende Netz an Bibliotheken, die diese Software einsetzen und die sich zur gegenseitigen Hilfe bei der Beantwortung von Fragen verpflichtet haben. Auch zum Weiterleiten von Fragen innerhalb dieser großen Gemeinschaft von weit über 1000 Bibliotheken stellt die Software entsprechende Funktionen und Werkzeuge zur Verfügung.
Für die weltweite QuestionPoint Community steht eine weitere, global angelegte Knowledge Base zur Verfügung. Jeder QuestionPoint-Teilnehmer kann Vorschläge zur Aufnahme von Datensätzen in diese globale Wissensdatenbank machen. Je nach Sprache von Frage und Antwort werden alle Sätze vor Aufnahme in die Datenbank von regionalen Redaktionen redigiert und danach endgültig freigeschaltet.

## Praxis
Bisher setzt das InfoPoint-Konsortium überwiegend die E-Mail-Komponente für seinen Auskunftsdienst ein. Die beteiligten Bibliotheken bieten auf ihren Webseiten ein Frageformular an, das der Fragesteller ausfüllen muss. Außer seiner eigentlichen Frage und weiteren Informationen muss der Fragesteller seine E-Mail-Adresse angeben, über die die weitere Kommunikation zwischen ihm und den antwortenden Bibliothekaren abgewickelt wird.
Fehlen dem Bibliothekar zum Antworten noch wichtige Informationen oder soll die Frage präzisiert werden, stehen Systemfunktionen für Rückfragen und deren Beantwortung zur Verfügung. Jede zu einer Frage ausgeführte Aktion wird im System dokumentiert und der sogenannten Fragehistorie zugefügt. Die Fragehistorie ist für die Auskunftsbibliothekare wie auch für den Fragesteller einsehbar. Die gesamte Abwicklung einer Frage wird so für alle Beteiligten transparent gemacht.
Jede Bibliothek versucht, die bei ihr eingegangenen Fragen selbst zu bearbeiten und zu beantworten. Ist dies nicht möglich, weil z. B. entsprechende Spezialisten für Fach und Thema nicht zur Verfügung stehen, unterstützt die QuestionPoint-Software folgende Aktionen:
- die Weiterleitung der Frage an einen Partner im Konsortium
- die Weiterleitung der Frage an einen externen Experten
- die Weiterleitung der Frage an eine auf das Thema spezialisierte Bibliothek im QuestionPoint-Netzwerk

So wird sichergestellt, dass der Fragesteller immer eine fundierte und sachgerechte Antwort erhält. Für ihre Antworten setzen die beteiligten Auskunftsbibliothekare ihr Fachwissen, ihre Erfahrung im Umgang mit Informationsmitteln sowie klassische gedruckte neben elektronischen Quellen ein.
Die HeBIS-Verbundzentrale setzt seit dem 16. November 2010 die Chatkomponente von QuestionPoint für den Benutzersupport ein, zunächst in einem dreimonatigen Pilotbetrieb. Der Support zielt insbesondere auf die Benutzung der Rechercheoberflächen des HeBIS-Verbundes (VerbundOPAC und HeBIS-Portal) und die Fernleihe. Formulare zum Starten des Chats sind in beiden Oberflächen verfügbar; zusätzlich wird auf der HeBIS-Website durchgängig ein Widget für den Chat angeboten. Derzeit (Februar 2011) wird an einer Auswertung des Pilotbetriebes als Grundlage für die Entscheidung über die Überführung in den Routinebetrieb gearbeitet.

## Vermittlung von Informationskompetenz
Jedem Benutzer eine adäquate und direkt verwertbare Antwort auf seine Frage zu geben oder ihm zumindest einen Schritt weiter zu helfen, ist die Maxime des InfoPoint-Dienstes. In der E-Mail-Auskunft wird der antwortende Bibliothekar dem Fragesteller aber daneben auch genau erläutern, wie und wo er die Antwort gefunden hat, welche Quellen er benutzt hat und wie seine Recherchestrategie war. Damit soll sukzessive die Informationskompetenz der Benutzer verbessert und sie so in die Lage versetzt werden, sich irgendwann selbst im Dschungel der Information besser zurechtzufinden.